# Eremias lalezharica
Eremias lalezharica este o specie de șopârle din genul Eremias, familia Lacertidae, ordinul Squamata, descrisă de Moravec 1994. A fost clasificată de IUCN ca specie cu risc scăzut. Conform Catalogue of Life specia Eremias lalezharica nu are subspecii cunoscute.